# Szent Miklós-társszékesegyház
A Szent Miklós-társszékesegyház (szlovákul: Konkatedrála svätého Mikuláša) római katolikus templom a szlovákiai Eperjesen, a Kassai főegyházmegye társszékesegyháza. Háromhajós, késő gótikus csarnoktemplom. Védőszentje Szent Miklós püspök. Búcsújáróhely.
Eperjes belvárosában, 255 m tengerszint feletti magasságban helyezkedik el. A városközpont domináns épülete. Korábban Magyarország egyik legtökéletesebb csarnoktemplomának számított. Méreteivel (54,7 m-es hosszúság, 34–45 m-es szélesség, 16 m-es magasság) Szlovákia legnagyobb templomai közé tartozik; az azonos típusú templomok között közvetlenül a lőcsei Szent Jakab-templom és a pozsonyi Szent Márton-dóm után.

## Történelem

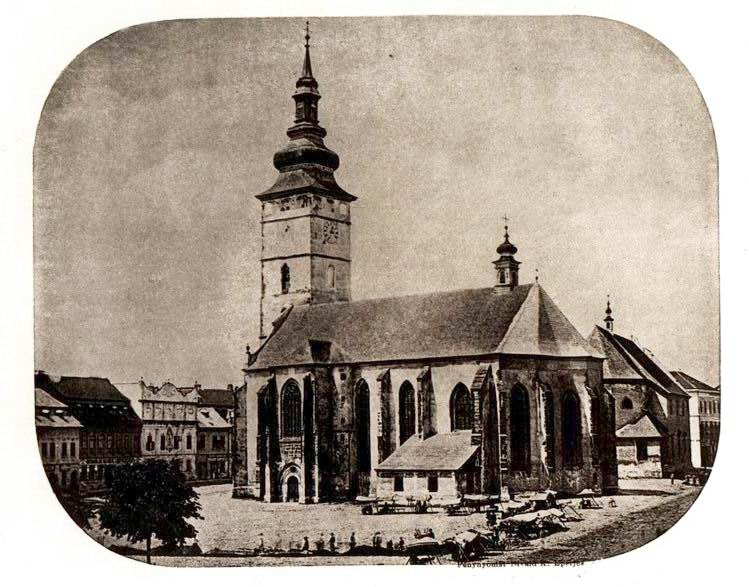
A templom képe a 18. században

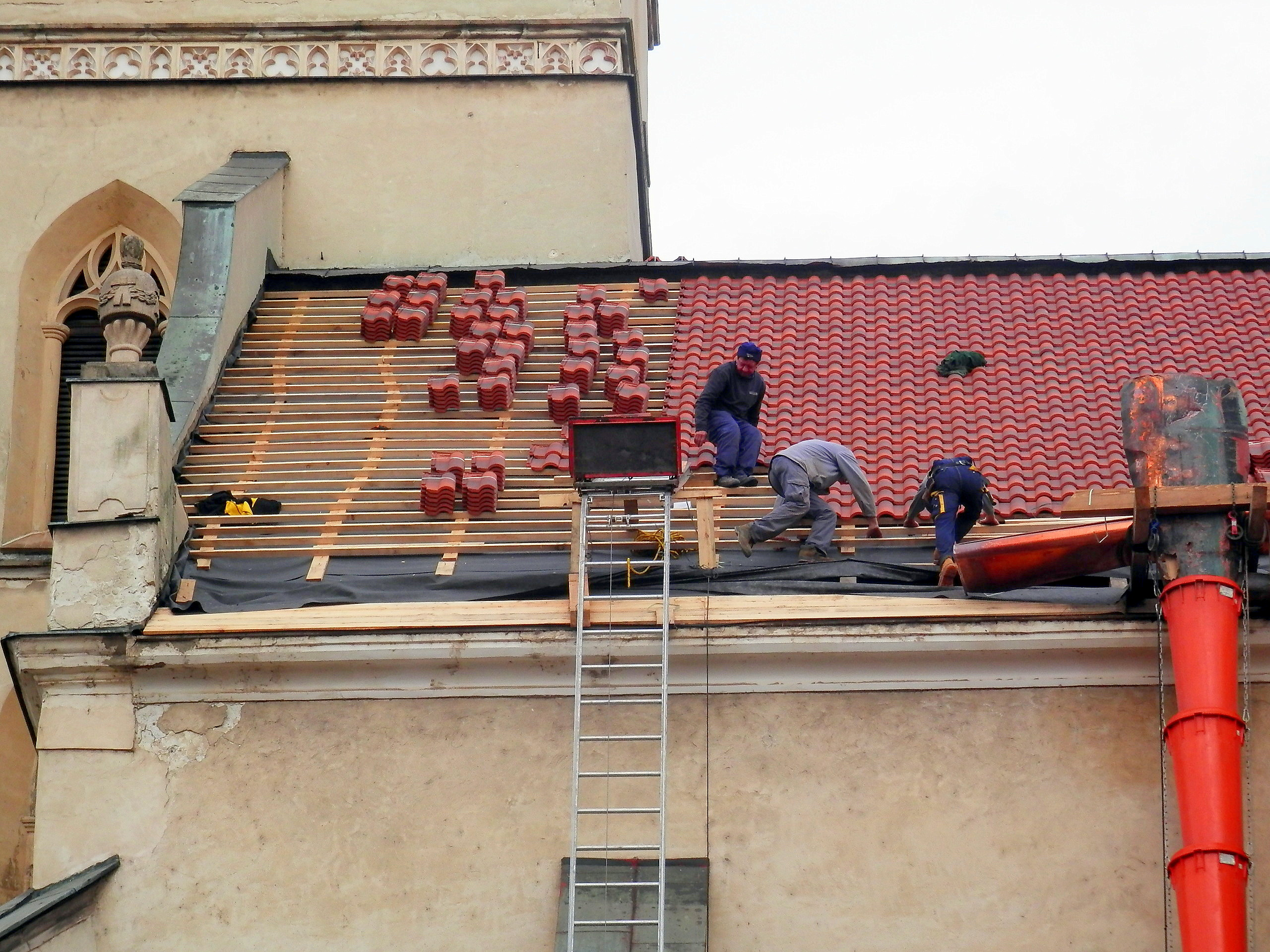
Tetőfelújítási munkák 2015-ben

Helyén valószínűleg a 13. század óta állt a német telepesek temploma.
A templom építését 1347-ben kezdték el a régebbi templom helyén. Erről tanúskodik, hogy Erzsébet királyné engedélyezte az eperjesieknek, hogy követ fejtsenek Sáros vármegye területén. 1501-ben a lőcsei Péter építőmester készítette el a végleges terveket; az építkezést Brengiszen János eperjesi mester vezette, Miklós és Mihály mesterek segítségével. 1505-ben bővítették háromhajósra; 1509-ben épült meg a déli előcsarnok, 1515-ben pedig a torony felépítésével készült el a teljes épület.
1531-ben a város nagy részének áttérése nyomán az evangélikus felekezethez került, és 140 évig a német evangélikusok templomaként szolgált. Egy tűzvész után 1624-ben átalakították. A város Habsburg-kézre kerülése után, 1671-től újra katolikus, majd Thököly Imre felkelése alatt (1682–1868), illetve a Rákóczi-szabadságharc alatt (1705–1711) rövid ideig ismét evangélikus, azóta katolikus templom. Főoltára 1696-ból származik. 1768-ban felújításon esett át, és ekkor épült a déli klasszicista portál is. Összesen hatszor égett le az idők folyamán, legutóbb 1887-ben.
Az 1950-es általános felújítás során a templom új travertin burkolatot, új vakolatot, festést, színes ablakokat, keresztút-állomásokat és tetőjavítást kapott. A legújabb felújítás 1982-ben kezdődött, majd 2010-ben kapott új lendületet: megtörtént a freskók restaurálása, új bútorzat, a szentély és az oltár megújítása, az elektromos kábelek teljes cseréje, új lámpák felszerelése, a harangok rekonstrukciója és a sekrestye átalakítása. Teljesen megújult a tetőzet. 2018-ban kezdődött az orgona két évig tartó rekonstrukciója, 2019-ben pedig az ólomüvegek rekonstrukciója. 2012-ben szobrot állítottak Szent II. János Pál pápának.
A Szent Miklós-plébániatemplomot 2008-ban emelték társszékesegyházzá.

## Épület
Háromhajós, gótikus templom. Magas, zömök tornya is gótikus stílusú. Gótikus jegyeit az átépítések és az 1788-as tűzvész okozta károk ellenére megőrizte, például a hálózati boltozatok, ablakok és kapuk révén.

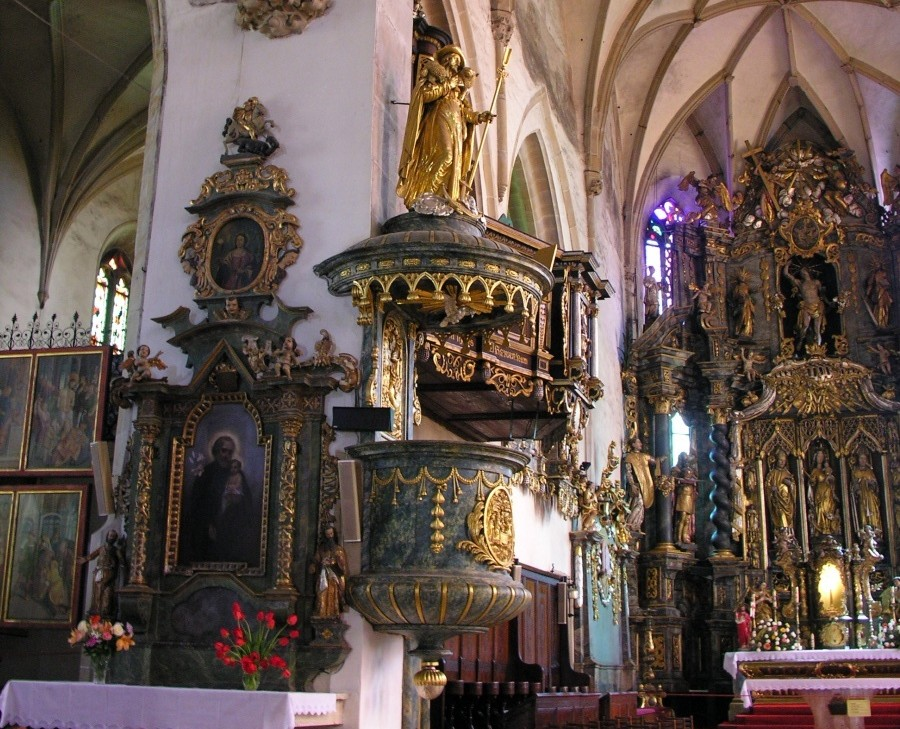
Belső tér a szószékkel és a főoltárral

Eredeti gótikus berendezéséből kevés maradt meg. Eredeti 12 gótikus oltárának többsége tűzvészekben, illetve a Habsburg-ellenes felkelések alatti vallási harcok következményeként elpusztult. A megmaradtak közé tartozik az 1490–1506 között készült hármasoltár, melyet később a barokk főoltárba foglaltak, valamint három szobor (Szűz Mária, Szent Miklós és Szent Adalbert). Főoltárára így a gótika és a barokk összhangja jellemző. Késő gótikus angyalszobrai a 16. század elejéről, a lőcsei Pál mester műhelyéből származnak. Egyes freskótöredékek 15. századiak, a főhajóban a 17. századból származnak. A szószék és az orgona barokk stílusúak.